# Kanton Mussy-sur-Seine
Der Kanton Mussy-sur-Seine war bis 2015 ein französischer Wahlkreis im Département Aube und in der Region Champagne-Ardenne. Er umfasste acht Gemeinden im Arrondissement Troyes; sein Hauptort (frz.: chef-lieu) war Mussy-sur-Seine. Die landesweiten Änderungen in der Zusammensetzung der Kantone brachten im März 2015 seine Auflösung.
Der Kanton Mussy-sur-Seine war 118,67 km² groß und hatte 3395 Einwohner (Stand 2012).

## Gemeinden
| Gemeinde            | Einwohner (Stand: 2022) | Code postal | Code Insee |
| ------------------- | ----------------------- | ----------- | ---------- |
| Celles-sur-Ource    | 489                     | 10110       | 10070      |
| Courteron           | 100                     | 10250       | 10111      |
| Gyé-sur-Seine       | 464                     | 10250       | 10170      |
| Mussy-sur-Seine     | 944                     | 10250       | 10261      |
| Neuville-sur-Seine  | 383                     | 10250       | 10262      |
| Plaines-Saint-Lange | 267                     | 10250       | 10288      |
| Polisot             | 322                     | 10110       | 10295      |
| Polisy              | 176                     | 10110       | 10296      |

## Bevölkerungsentwicklung
| 1962 | 1968 | 1975 | 1982 | 1990 | 1999 | 2006 | 2012 |
| ---- | ---- | ---- | ---- | ---- | ---- | ---- | ---- |
| 3817 | 4077 | 4260 | 4127 | 3886 | 3584 | 3478 | 3395 |